# Джибутийско-эритрейские отношения
Джибутийско-эритрейские отношения — двусторонние дипломатические отношения между Джибути и Эритреей. Протяжённость государственной границы между странами составляет 125 км.

## История
Во время эфиопо-эритрейского конфликта (1998—2000) Эфиопия перенаправила большую часть своей торговли через порт Джибути. Хотя Джибути придерживалась нейтралитета, она разорвала отношения с Эритреей в ноябре 1998 года, возобновив их в 2000 году. В начале 2001 года президент Эритреи Исайяс Афеворки посетил Джибути, а президент Джибути Исмаил Омар Гелле осуществил ответ официальный визит в Асмэру в начале лета 2001 года. Исмаил Омар Гелле имеет тесные связи с правящим Революционно-демократическим фронтом эфиопских народов в Эфиопии, но старается поддерживать и развивать отношения с Эритреей.
10 июня 2008 года в районе мыса Рас-Думейра между Джибути и Эритреей начались боевые действия. Эритрея одержала победу и заняла территорию Рас-Думейра и острова Думейра. В итоге из-за негативной международной реакция Эритрея вывела войска из пограничных районов, была создана буферная зона между двумя странами, в которой присутствовали миротворческие войска Катара, который вывел их в начале лета 2017 года. В 2017 году случился Катарский дипломатический кризис, что и повлекло за собой отзыв военнослужащих с джибутийско-эритрейской границы. Вскоре после этого Джибути обвинила Эритрею в том, что она вновь оккупировала приграничный холм и остров Думейра. В сентябре 2018 года было объявлено, что Джибути и Эритрея договорились нормализовать свои отношения.

## Дипломатические миссии
- Джибути содержит посольство в Асмэре[5].
- У Эритреи есть посольство в городе Джибути[6].